# Solomon Grigorjewitsch Michlin

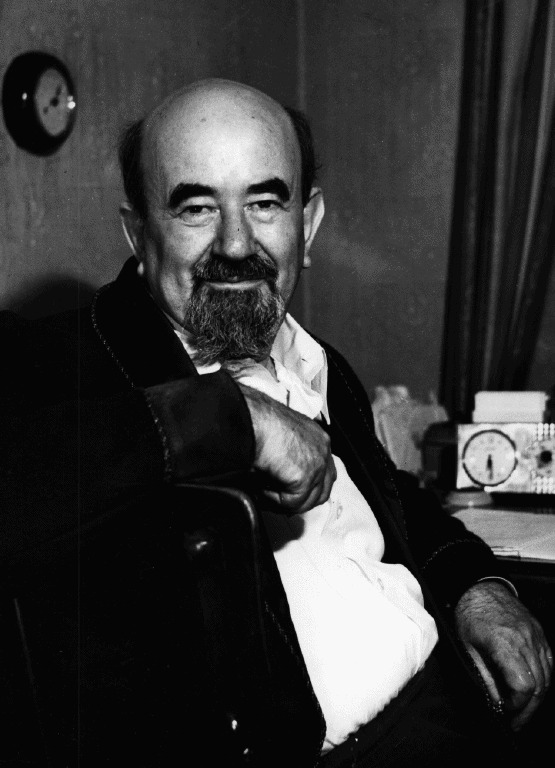
Solomon Grigorjewitsch Michlin

Solomon Grigorjewitsch Michlin (russisch Соломон Григорьевич Михлин, englische Transliteration Solomon Grigor’evich Mikhlin; * 23. April 1908 im heutigen Belarus; † 30. August 1990 in Leningrad) war ein sowjetischer Mathematiker, der sich mit partiellen Differentialgleichungen, Integralgleichungen, mathematischer Physik und numerischer Mathematik beschäftigte.

## Leben und Wirken
Michlin studierte in Leningrad, wo er 1929 seinen Abschluss machte und 1935 habilitiert wurde (russischer Doktortitel). Er war ab 1937 Professor, zunächst am Seismologischen Institut der Akademie der Wissenschaften in Leningrad, danach an der Universität Alma Ata und ab 1944 an der Leningrader Universität. Michlin ist durch zahlreiche Monographien und Lehrbücher über Differentialgleichungen und Integralgleichungen aus der mathematischen Physik sowie Methoden ihrer numerischen Behandlung bekannt.
Zu seinen Doktoranden zählen Arno Langenbach, Wladimir Mazya und Siegfried Prößdorf, der auch viele Bücher von Michlin ins Deutsche übersetzte.
Er war Mitglied der Accademia dei Lincei und Ehrendoktor der Technischen Universität Chemnitz (1968). Im Jahr 1970 wurde er zum Mitglied der Leopoldina gewählt.

## Schriften
- Lehrgang der mathematischen Physik, Akademie Verlag, 1972 (Englisch North Holland, 1970)
- Partielle Differentialgleichungen der mathematischen Physik, Harri Deutsch, 1978
- Lineare Differentialgleichungen der mathematischen Physik, Akademie Verlag 1967 (Englisch Holt, Rinehart and Winston, 1967)
- Variationsmethoden der mathematischen Physik, Akademie Verlag, 1962 (Englisch Pergamon Press, Oxford 1964)
- mit Nikita Morosov und Michail Paukshto: The integral equations of the theory of elasticity. Teubner, 1995
- Konstanten in einigen Ungleichungen der Analysis, Teubner, 1991
- mit Prößdorf: Singuläre Integraloperatoren. Akademie Verlag, 1980
- Vorlesungen über lineare Integralgleichungen, Berlin, Deutscher Verlag der Wissenschaften, 1962
- Integral equations and their applications to certain problems in mechanics, mathematical physics and technology, Pergamon Press, 1957
- Multidimensional singular integrals and integral equations, Pergamon Press, 1965
- The problem of the minimum of a quadratic functional, Holden Day, 1965
- Approximation auf dem kubischen Gitter, Akademie Verlag und Birkhäuser, 1976
- Fehler in numerischen Prozessen, Akademie Verlag, 1985 (Englisch Wiley, 1991)
- Näherungsmethoden zur Lösung von Differential- und Integralgleichungen, Teubner, 1969 (Englisch Elsevier, 1967)
- Numerische Realisierung von Variationsmethoden, Akademie Verlag, 1969
- Approximationen auf dem kubischen Gitter, Akademie Verlag, 1976